# Chapelle funéraire des Longaulnay
La chapelle funéraire des Longaulnay dite aussi chapelle funéraire de Dampierre est une chapelle catholique située à Dampierre, en France. 

## Localisation
L'église est située dans le département français du Calvados, sur la commune de Dampierre, au lieu-dit Le Bourg.

## Historique
L'édifice date du XIXe.
L'édifice est inscrit au titre des monuments historiques le 15 novembre 2010.

## Description

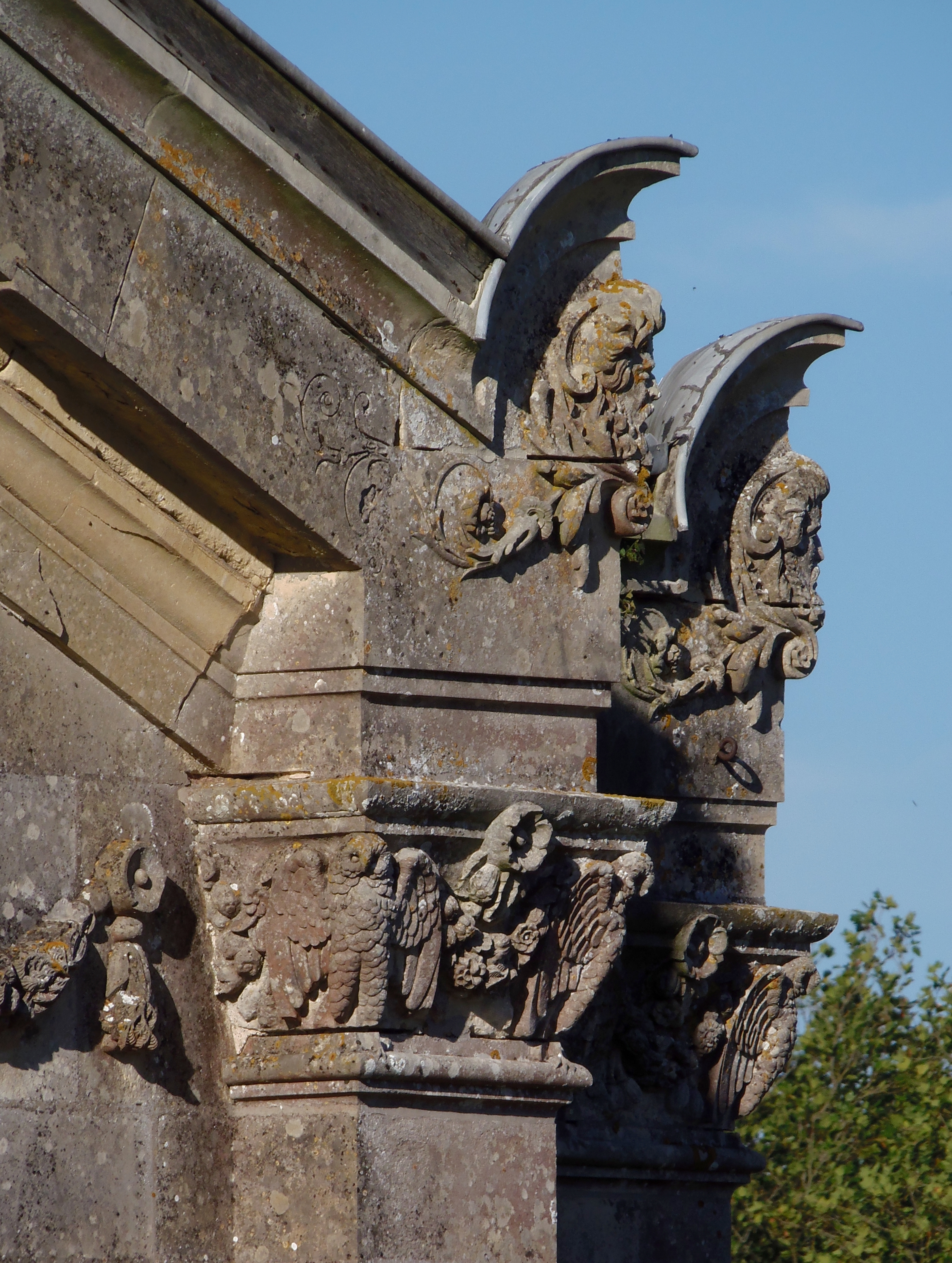
Détail.